# 3595 Gallagher
A 3595 Gallagher (ideiglenes jelöléssel 1985 TF1) a Naprendszer kisbolygóövében található aszteroida. Edward L. G. Bowell fedezte fel 1985. október 15-én.